# Вільфрід Райхманн
Вільфрід Райхманн (нім. Wilfried Reichmann; 10 вересня 1905 — 13 липня 1942) — німецький офіцер-підводник, фрегаттен-капітан крігсмаріне.

## Біографія
В 1924 році вступив на флот. З 19 липня 1941 року — командир підводного човна U-153, на якому здійснив 2 походи (разом 44 дні в морі). 6 липня 1942 року U-153 був потоплений в Карибському морі північно-західніше Аруби (12°50′ пн. ш. 72°20′ зх. д.) глибинними бомбами американського бомбардувальника Хевок. Всі 52 члени екіпажу загинули.
Всього за час бойових дій потопив 3 кораблі загальною водотоннажністю 16 186 тонн.
| Дата           | Назва корабля  | Тип               | Тоннаж | Вантаж                                             | Екіпаж | Загинули | Країна             |
| -------------- | -------------- | ----------------- | ------ | -------------------------------------------------- | ------ | -------- | ------------------ |
| 25 червня 1942 | Anglo-Canadian | Торговий теплохід | 5,268  | Баласт                                             | 50     | 1        | Британська імперія |
| 27 червня 1942 | Potlatch       | Торговий пароплав | 6,085  | 7500 тонн військових припасів, вантажівок і танків | 55     | 8        | США                |
| 29 червня 1942 | Ruth           | Торговий пароплав | 4,833  | 5000 тонн марганцевої руди                         | 39     | 35       | США                |

## Звання
- Морський кадет (19 червня 1925)
- Фенріх-цур-зее (1 квітня 1926)
- Лейтенант-цур-зее (1 жовтня 1928)
- Оберлейтенант-цур-зее (1 липня 1930)
- Капітан-лейтенант (1 квітня 1935)
- Корветтен-капітан (1 липня 1939)
- Фрегаттен-капітан (1 липня 1942)

## Нагороди
- Медаль «За вислугу років у Вермахті» 4-го і 3-го класу (12 років)